# Wild Obsession
Wild Obsession ist das erste Studioalbum des deutschen Heavy-Metal-Gitarristen Axel Rudi Pell.

## Entstehungsgeschichte
Der Gitarrist Axel Rudi Pell hatte nach dem Strike Back-Album seiner ursprünglichen Band Steeler einen Popularitätsschub für die ohnehin schon der oberen Metal-Riege Deutschlands zugehörigen Band erwartet. Stattdessen enttäuschte ihn das 1988 nachfolgende Album Undercover Animal, weil es zu offensichtlich auf den Massengeschmack ausgerichtet war. Er mochte die Härte, die Strike Back innewohnt. Steeler ging mit Saxon nach der Undercover Animal-Veröffentlichung auf Tournee, doch während dieser reifte in Pell der Entschluss, Steeler zu verlassen, um der Stagnation zu entgehen und keine Kompromisse mehr eingehen zu müssen. Er sei „das Hickhack, das fünf Egos verursachen, die alle IHREN Song auf dem Album haben wollen“ leid, erklärte er später nach ähnlichen Erfahrungen mit seinen angestellten Musikern. Tatsächlich stieg er genau am 11. November vor einer anberaumten Probe aus. Sechs Wochen zuvor war bereits Schlagzeuger Jan Yildiral gegen Pells Willen gefeuert worden. Steeler konnte sich nach diesen Abgängen nicht mehr fangen und löste sich bald auf.  Am 10. April 1989 veröffentlichte Axel Rudi Pell eine als „Demo“ betitelte Kassette, die bereits die späteren Alben-Songs Broken Heart, Cold as Ice und (Don’t Trust the) Promised Dreams enthielt. Die Kassette wurde mit Rüdiger König an den Keyboards und Karl Holthaus am Gesang aufgenommen. Die Versionen unterschieden sich klar von den späteren Albenversionen. Die Broken Heart-Version erschien später auf der Kompilation The Ballads (1993).
Das geplante Soloalbum sollte „hart klingen, mit Thrash aber nichts zu tun haben“. Ein Instrumentalalbum kam von vorneherein nicht in Frage. Die Begleitmusiker waren auch schon ausgesucht: Den Gesang sollte Karl Holthaus, der das erste Steeler-Demo eingesungen hatte, übernehmen, am Schlagzeug war Jan Yildiral vorgesehen, den Bass wollte Pell selbst bedienen und es sollte der Keyboarder Rüdiger König die Besetzung komplettieren. Letztlich waren neben Pell unter anderem die Musiker Jörg Michael (Schlagzeug), Charlie Huhn (Gesang), George Hahn (Keyboard) und Steeler-Mitgründer Volker Krawczak (Bass) an dem Album beteiligt (vom annoncierten Musikerstab hatte nur Rüdiger König wenigstens noch einen Einsatz als Background-Sänger). Produziert wurde es von Axel Rudi Pell selbst, an der Seite von Ulli Pösselt. Aufgenommen wurde es in Gelsenkirchen im RA.SH Studio. Jedes Instrument wurde einzeln aufgenommen, beginnend mit dem Schlagzeug, das von Pells Gitarrenspiel „geleitet“ wurde, dann kamen Bass und Rhythmusgitarre hinzu. Inklusive Mix dauerte das Ganze – nicht zuletzt wegen eines geringen Budgets – eine Woche.
Die Veröffentlichung erfolgte am 1. Dezember 1989 durch das Label Steamhammer/SPV in den damals gängigen Formaten CD, LP und MC.

## Titelliste
1. Wild Cat (Axel Rudi Pell / Charlie Huhn) – 3:38
2. Call of the Wild Dogs (Axel Rudi Pell / Charlie Huhn) – 3:50
3. Slave of Love (Axel Rudi Pell / Charlie Huhn) – 4:39
4. Cold as Ice (Axel Rudi Pell) – 6:20
5. Broken Heart (Axel Rudi Pell) – 5:07
6. Call Her Princess (Axel Rudi Pell) – 3:22
7. Snake Eyes (Axel Rudi Pell) – 5:12
8. Hear You Calling Me (Axel Rudi Pell, Charlie Huhn) – 4:54
9. Return of the Calyph from the Apocalypse of Babylon (Axel Rudi Pell) (Instrumental) – 0:50
10. (Don't Trust the) Promised Dreams (Axel Rudi Pell) – 6:26

## Singles
Als Vorgeschmack auf das Album wurden am 20. November 1989 die Single Hear You Calling Me (B-Seite: (Don't Trust the) Promised Dreams) und am 25. November 1989 die Single Broken Heart (B-Seite: Wild Cat) veröffentlicht.

## Rezeption
Ein Laut.de-Kritiker urteilte in Pells Biografie, Wild Obsession zeige außer dem Gesang noch keine wesentlichen Unterschiede zu Werken der Band Steeler, der Pell vor seiner Solokarriere angehört hatte. Auch der Sound überzeuge „nur bedingt“.
In der von Holger Stratmann herausgegebenen Rock Hard Enzyklopädie ist von „überschwengliche[n] Kritiken“ die Rede. Dabei bemängelte Stratmann Jahre zuvor in der seinerzeit aktuellen Magazin-Ausgabe ebenfalls die – den Gesang wieder ausgenommen – Ähnlichkeit mit Steeler. Er habe sich nach Pells Statements ein „knallhartes Soloalbum“ vorgestellt. Wild Cat schlüge ganz die Steeler-Art ein, Call of the Wild Dogs klänge fast schon geklaut und Call Her Princess sei gleich ein Remake der Steeler-Originalversion. Die übrigen Stücke seien insgesamt besser und abwechslungsreicher als die Vergleichsband. Nur das schmalzige Snake Eyes sei ein Totalausfall. Den Ausschlag für knappe 8 von 10 möglichen Punkten habe die Tatsache gegeben, dass „auf übertriebene Gitarrendudelei zugunsten der Songs verzichtet wurde“.
Aus der heutigen Rückschau schrieb Kevin Hathaway auf blackwindmetal.com, Pells Debütalbum erinnere sehr an Steeler und verkörpere den typischen Metal der 1980er Jahre mit „weibischem“ Gesang, quietschenden Gitarren und klischeehaften Texten.
Den konträren Standpunkt nahm Chris Glaub im Break Out ein. Er sei überrascht gewesen, dass Wild Obsession gar nicht nach Steeler klingen würde.
Martin Popoff befand in seinem Buch The Collector’s Guide of Heavy Metal. Band 2: The Eighties, dass auf dem Album kompetent verschiedene Stile wie etwa von Rainbow, Accept und auch Shred Metal vermischt werden. Gelegentlich habe die Musik einen leicht kreischenden Klang. Es sei typischer deutscher Metal zu hören, der an Hair Metal grenze. Der Gesang Huhns klinge exzentrischer als sonst und ähnlich wie Steve Walsh. Zudem klinge er auch theatralischer als sonst. Er vergab hierfür sieben von zehn Punkten.
Matthias Herr, eigentlich ein Freund der härteren Metal-Spielarten, legte sich in seinem Heavy Metal Lexikon darauf fest, dass es eines „der besten deutschen Hardrock-Debüts“ sei, die er kenne.
Die Steeler-Nummer Call Her Princess und die von Stratmann für indiskutabel empfundene Ballade Snake Eyes waren zehn Jahre später die einzigen aus diesem Album live dargebotenen Lieder.
Allein in Deutschland wurden innerhalb der ersten Verkaufstage 6.000 Einheiten abgesetzt und innerhalb des ersten Jahres 22.000 Einheiten.